# Johansfors glasbruk

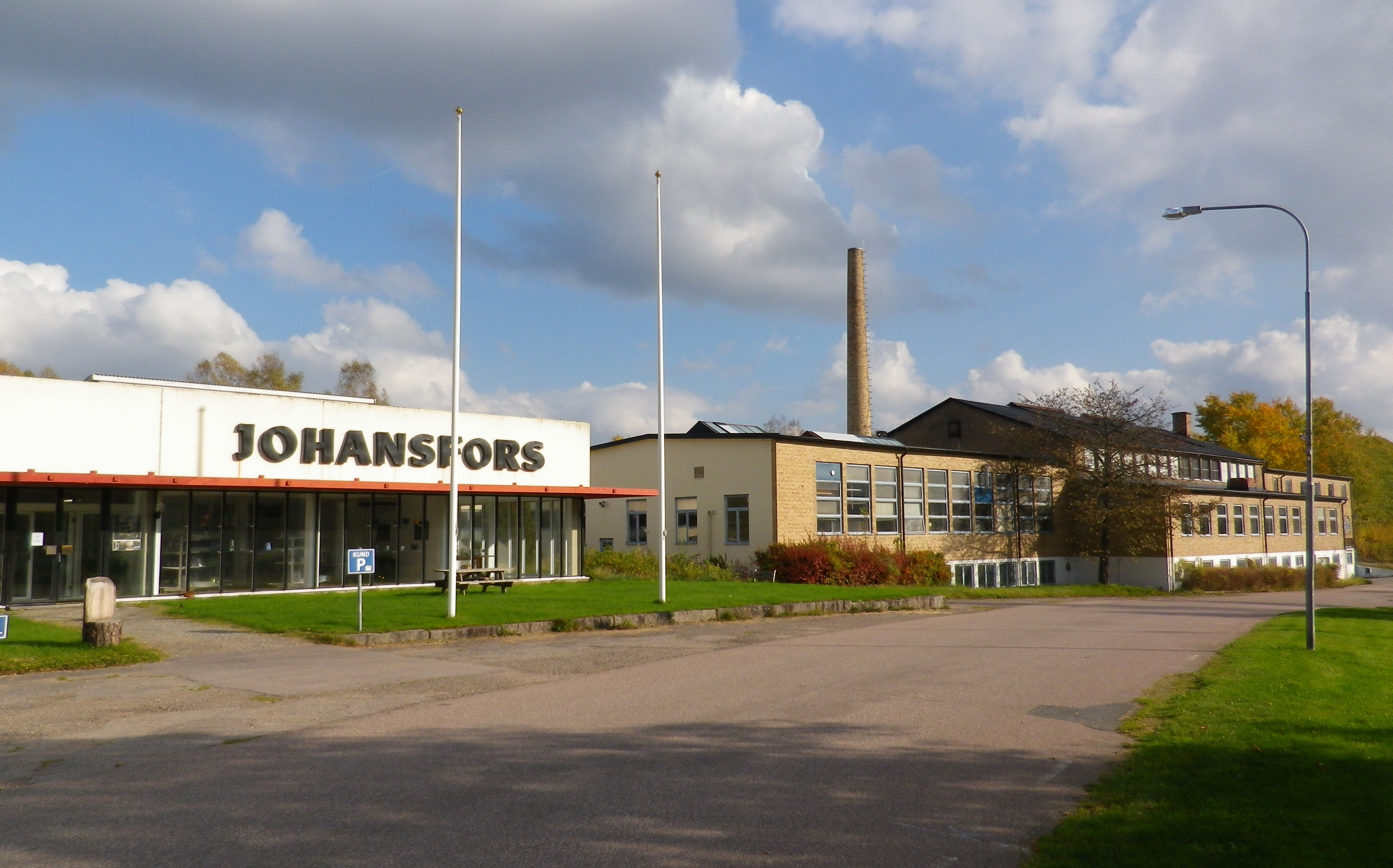
Johansfors glasbruk

Johansfors glasbruk var ett svenskt glasbruk i Johansfors i Algutsboda socken i Småland.

## Historik
År 1889 grundades ett glasmåleri i det tidigare mejeriet vid Sliparedammen i Johansfors av Frans Oskar Israelsson och August Ahrens. Råglas köptes in från andra glasbruk, det dekorerades sen och såldes vidare. Affärerna gick så lysande att man två år senare tog steget och startade egen tillverkning av glas. Johansfors glasbruk invigdes i augusti 1891 med traditionell hyttpredikan. De första decennierna bestod tillverkningen främst av pressat och drivet glas för hushållningen, men även slipat och målat glas tillverkades. Under 1920-talet började man tillverka glas under beteckningen "vackrare vardagsvara". Influenserna kom från Ellen Key och Arts and Crafts-rörelsen i England och innebar att låta konstnärer designa vackra men billiga vardagsföremål för arbetarklassen. Under krisåren på 1930-talet arbetade man mycket med färgat glas i kulörerna sepia, bärnsten, grönt, svart och gult för att dölja den orena glasmassan.
Bengt Orup var brukets konstnärliga ledare under åren 1952–73. Han gjorde på 1950-talet de stilrena serviserna Stripe, Strikt, Party och Garden med målade ränder i olika färger. Andra anställda konstnärer var Erik Hennix, Margareta Hennix, Ingegerd Råman, Bertil Vallien och Christopher Ramsey.
Fram till nedläggningen 1991 tillhörde bruket bland annat Orrefors Kosta Boda-koncernen. Efter det bytte bruket ägare flera gånger fram till 1997, då det köptes av norska Magnor Glassverk A/S.
År 2008 delades bruket i två bolag, varav den ena fick de anställda som majoritetsägare, med Magnor Glassverk som minoritetsägare. ConDeVent AB tog över glasbruket 2011 och tillverkade traditionellt nordiskt handgjort glas till 2014. Under varumärket Johansfors Future Spirit producerar man rom. Glasflaskorna till rommen gjordes i Johansfors, men ConDeVent, som ursprungligen hade planer på att producera även rommen i Johansfors, realiserade aldrig dessa planer. ConDeVent AB trädde i likvidation 17 augusti 2020.
År 2020 togs bruksbyggnaderna över av fastighetsentreprenören Philip Broms.

### Fastighetsägare/glasproducenter (översikt)
Under sin livstid har bruket haft ett stort antal ägare:
- 1891-1895: Johansfors Glasbruksaktiebolag
- 1895-1904: Johansfors Glasbruk F.O. Israelsson
- 1904-1911: AB De Svenska Kristallglasbruken Johansfors Glasbruk
- 1912-1972: Ursprungligen AB Johansfors Glasbruk, som 1994 namnändrades till AB Broakulla Glasbruk. År 2005 fusionerades företaget med AB Kosta Glasproduktion 2005 och bildade företaget Kosta Glasproduktion AB fram till sommaren 2017, då man återigen namnändrade företaget till GRPS Properties in Sweden AB.
- 1972-1976: Gabrielsson Invest AB, tidigare med namnet Åforsgruppen AB
- 1976-1991: GRPS Properties in Sweden AB
- 1992 (mars-nov): Johansfors Holding AB
- 1994-1995: Johansfors glasbruk AB
- 1995-1997: Nya Johansfors Glasbruk AB
- 1997-2011: Magnor Glasverk AB
- 2011-2020: ConDeVent AB
- 2020-ff: Philip Broms

## Formgivare
- Bengt Orup 1952–62, 1967–73
- Margareta Hennix 1965–67